# Giorgio Vittorio Dal Piaz
Giorgio Vittorio Dal Piaz (Torino, 7 giugno 1935) è un geologo italiano.

## Biografia
Figlio di Giambattista e nipote di Giorgio, entrambi geologi di chiara fama, Giorgio Vittorio si è laureato in scienze geologiche presso l'Università di Padova nel 1960. Da allora sino al 1974 ha operato all'ateneo di Torino, prima come borsista, poi come assistente volontario, professore incaricato esterno e libero docente.
Dal 1975 al 2008 è attivo presso l'Università di Padova, dove nel 1981 è stato direttore dell'Istituto di geologia e due anni più tardi ha conseguito la nomina a professore ordinario di geologia. Nello stesso ateneo ha promosso l'istituzione del Dipartimento di geologia, paleontologia e geofisica, che ha diretto dal 1988 al 1993. Ha insegnato anche all'ETH di Zurigo.
Vincitore di due premi della Società Geologica di Francia nel 1966 e nel 2001, si è occupato e si occupa, in particolare, di tettonica delle Alpi Occidentali, con particolare riferimento alle ofioliti. Ha condotto numerosi studi di applicazione alla catena alpina dei più moderni concetti relativi alla tettonica delle placche, registrando l'esistenza di una zona di subduzione fossile in base alla presenza di un metamorfismo di bassa temperatura e di alta pressione. Si occupa anche di geomorfologia e di geodinamica ed è autore di svariate carte geologiche, oltre a numerose pubblicazioni.
Socio di diverse istituzioni scientifiche nazionali, fra cui l'Accademia dei Lincei, l'Accademia dei XL e l'Accademia delle Scienze di Torino, è stato presidente della Società geologica italiana nel biennio 1983-1984.